# Pałac w Kowarach
Pałac w Kowarach – zabytkowy pałac w mieście Kowary, położony w północnej jego części przy ul. Ogrodowej 21.

## Historia
Fundatorem tzw. Pałacu Miejskiego prawdopodobnie był bogaty patrycjusz. Wiadomo, że nosił inicjały E.M., które znajdują się w kluczu w portalu. Pałac wzniesiono w latach 20. XVIII w., datowanie oparto na analizie detalu architektonicznej oraz dekoracji wnętrza. Autorem projektu przypuszczalnie był budowniczy wywodzący się z Jeleniej Góry lub Cieplic. Pierwsze przekazy ikonograficzne ukazujące pałac znalazły się na grafikach Friedricha Bernarda Wernhera około roku 1746. Właścicielem pałacu na początku XIX w. prawdopodobnie zostaje właściciel powstałej w 1804 r. fabryki, przekształconej w połowie XIX w. w Kowarską Fabrykę Dywanów Smyrneńskich. Około 1888 r. pałac zostaje gruntownie wyremontowany. Obecnie obiekt jest własnością prywatną, znajduje się w nim Hotel Smyrna.

## Opis obiektu
Pałac na planie prostokąta, bryła zwarta, 2-kondygnacyjny, przekryty czterospadowym dachem. Na kondygnacji pierwszej sień przekryta czteroprzęsłowym sklepieniem krzyżowym, pozostałe sale nakryte sklepieniami lunetowymi. Piętro przebudowano prócz korytarza zamkniętego sufitem z fasetą, ozdobioną ornamentem ramowym. Do obecnych czasów w pierwotnego wyposażenia zachowała się kuta krata umieszczona ponad portalem w naświetlu oraz drzwi piętra ujęte w bogato profilowane obramienia.